# Grube Ludwig
Die Grube Ludwig in Wald-Michelbach im Odenwald ist ein stillgelegtes Manganbergwerk. Der Stollen I dient heute als Besucherbergwerk.

## Lage
Das Grubenfeld Ludwig liegt im Westen der Gemeinde Wald-Michelbach, bergseitig des Weges Am Wetzel.

## Geschichte

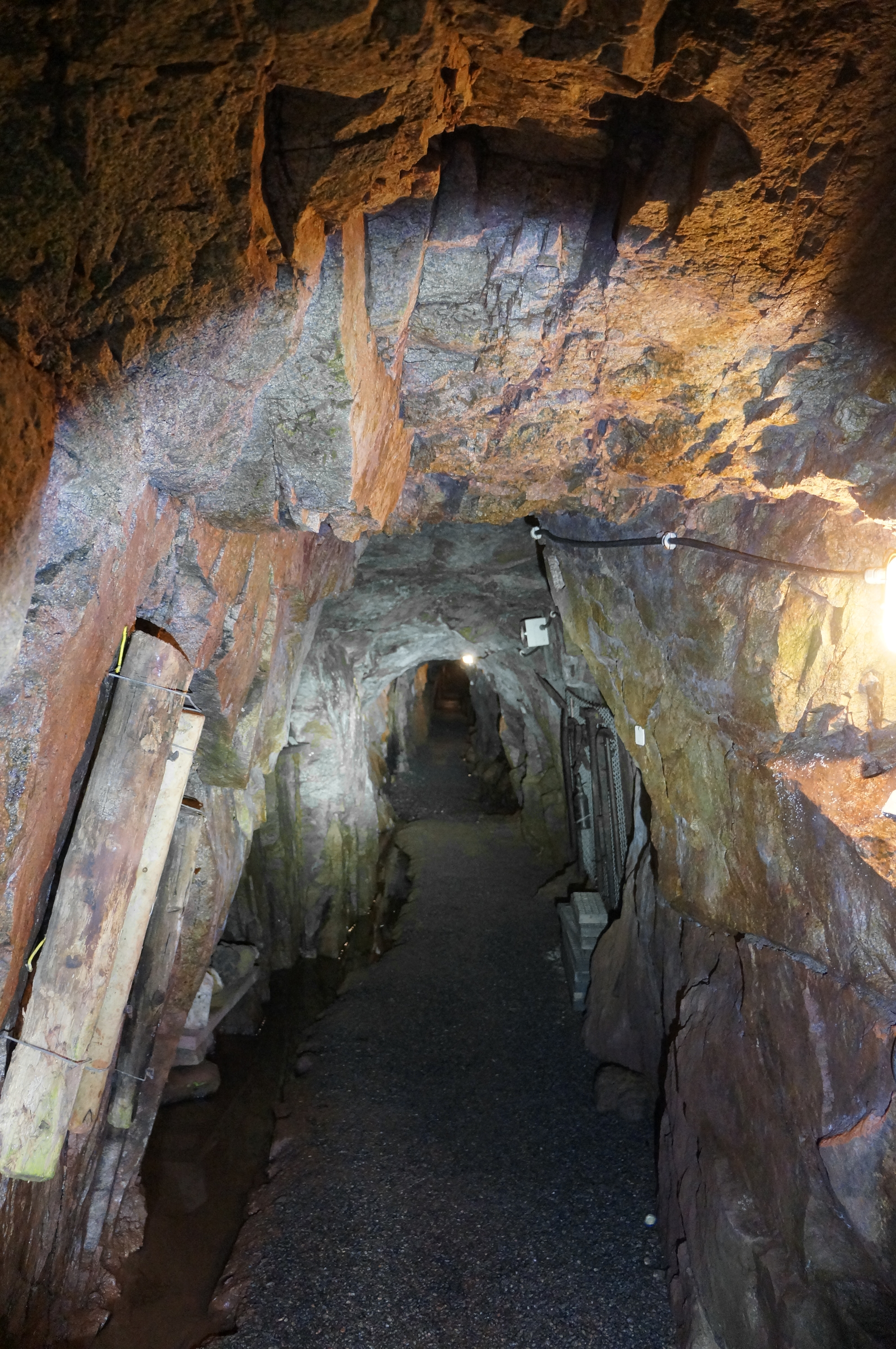
Der Hauptförderstollen der Grube Ludwig

Von 1889 bis 1918 wurde in der Grube Ludwig an Zechstein-Dolomit gebundenes Pyrolusit (Weichmanganerz), Psilomelan (Hartmanganerz) und Wad (Manganschaum) über vier Schächte und zwei Stollen abgebaut. In den Jahren von 1889 bis 1893 betrieb das Siegener Bergbauunternehmen Hesse und Schulte die Grube; von 1901 bis 1918 die Siegener Eisenindustrie AG.
Die Strecken liegen auf mehreren Sohlen und haben eine Gesamtlänge von insgesamt mindestens 1800 Metern. Mehrere Mundlöcher dienten als Zugang zu den Stollen. Durchschnittlich etwa 30 Bergleute sollen hier, zusammen mit der benachbarten Grube Morgenstern insgesamt 7430 Tonnen Manganerz abgebaut haben. In einem Rückhaltebecken wurde das abgebaute Erz gereinigt und mit Fuhrwerken abtransportiert. Vom Bahnhof Unter-Wald-Michelbach wurde das Erz ab 1901 per Zug zur Verhüttung transportiert. Der Transport zum 2,8 km entfernten Bahnhof wurde mit einer dampfbetriebenen Drahtseilbahn bewerkstelligt.
Im um das Jahr 1893 errichteten Zechenhaus befand sich das Bergbaubüro. Es diente auch als Unterkunft für die nicht ortsansässigen Bergleute. Das Gebäude ist heute in Privatbesitz.
Heute ist nur noch ein Mundloch zugänglich. Es führt in den Stollen I der Grube Ludwig, die heute ein Besucherbergwerk ist. Die Grube Ludwig war das kleinste Bergwerk im Grubenfeld Ludwig. Am 12. Februar 1993 wurde der Stollen für Besucher geöffnet. Von den 110 Metern des Stollens sind etwa 85 Meter begehbar. Die lichte Höhe des begehbaren Teils beträgt 1,7 bis 2 Meter. Die Temperatur liegt im Inneren bei 8 bis 11 °C. Die Grube hat etwa 1200 Besucher pro Jahr.
Es ist nicht bekannt, warum die Grube 1918 geschlossen wurde. Nach der Schließung wurde die Grube im Zweiten Weltkrieg als Luftschutzstollen genutzt. In der Nachkriegszeit wurde sie zum Lagern von Kartoffeln und Apfelwein verwendet. Später diente sie bis zur Verwahrung der Mundlöcher als Müllkippe.